# Maria Dahl
Pour les articles homonymes, voir Dahl.
Maria Johanna Dahl (née Grosset) est une zoologiste allemande, née le 26 juillet 1872 à Botamby dans l'empire russe (actuellement dans l'oblast de Poltava en Ukraine) et morte le 6 janvier 1972.
Elle fait ses études à Kharkov et émigre en 1890 à Kiel. Elle doit repasser ses examens car ses titres russes ne sont pas reconnus. Elle est, de 1892 à 1899, aide-préparatrice à l’institut de zoologie de la ville. Elle y rencontre Friedrich Dahl (1856-1929) avec qui elle se marie le 19 juin 1899.
Après avoir élevé ses quatre enfants, elle obtient un poste à l’Université Humboldt de Berlin. La santé de son mari déclinant, le couple se retire à Greifswald. Elle étudie, seule ou avec son mari, les araignées ainsi que les copépodes.